# 尼思
尼思（英語：Neath）是英國的一座城鎮。位於威爾斯尼思塔尔伯特港。2011年人口普查時，尼思有人口19,258人，整個都市區的人口則有50,658人。尼思位於斯旺西東北11公里處。尼思擁有自己的橄欖球和足球俱樂部。

## 外部連結
- History of Neath （页面存档备份，存于）
- Neath Port Talbot Council Adult Learning Portal
- www.geograph.co.uk : photos of Neath and surrounding area （页面存档备份，存于）
- Wiki style Map of the neath area （页面存档备份，存于）
- Photo Archive Gallery of old Neath & District （页面存档备份，存于）